# Semicaducifolio
Semicaducifolio o semiperennifolio es un término botánico que se refiere a las plantas que pierden su follaje por un período muy corto, cuando las hojas viejas se caen y comienza el crecimiento del follaje nuevo. Este fenómeno se produce en especies tropicales y subtropicales leñosas, por ejemplo, en Dipteryx odorata. Los semicaducifolios o semiperennifolios también pueden describir algunos árboles, arbustos o plantas que normalmente solo pierden parte de su follaje en otoño/invierno o durante la estación seca, pero que pueden perder todas sus hojas de forma similar a los árboles caducifolios en un caso especialmente otoño/invierno frío o estación seca severa (sequía).